# L'amour s'en va
Ne doit pas être confondu avec Et l'amour s'en va.
Chansons représentant Monaco au Concours Eurovision de la chanson
Dis rien
(1962) Où sont-elles passées ?
(1964)
Singles de Françoise Hardy
Ton meilleur ami
(1962) Qui aime-t-il vraiment ?
(1963)
L'amour s'en va est une chanson écrite, composée et interprétée par Françoise Hardy, sortie en 45 tours en mars 1963.
C'est la chanson ayant été sélectionnée pour représenter Monaco au Concours Eurovision de la chanson 1963 se déroulant à Londres, au Royaume-Uni.
La chanson a également été enregistrée par Françoise Hardy dans une version en anglais sous le titre Love Goes. en italien sous le titre L'amore va  et en allemand (Die Liebe geht).

## À l'Eurovision
Elle est intégralement interprétée en français, comme le veut la coutume avant 1966.
L'amour s'en va est la 15e chanson interprétée lors de la soirée, suivant Waarom? de Jacques Raymond pour la Belgique et précédant À force de prier de Nana Mouskouri pour le Luxembourg, .
À la fin du vote, L'amour s'en va termine 5e sur 16 chansons, ayant obtenu 25 points, .

## Liste des titres
| A1. | L'amour s'en va                         | Françoise Hardy               | Françoise Hardy                            | 2:24 |
| A2. | Je pense à lui (A Wonderful Dream)      | Françoise Hardy, André Salvet | Edward Marshall Erenberg, Norman Margulies | 2:17 |
| B1. | L'Amour d'un garçon (The Love of a Boy) | Françoise Hardy, Hal David    | Burt Bacharach                             | 2:05 |
| B2. | Comme tant d'autres                     | Françoise Hardy               | Françoise Hardy                            | 2:28 |

## Classements

### Classements hebdomadaires
| Classement (1963)                                       | Meilleure position |
| ------------------------------------------------------- | ------------------ |
| Belgique (Flandre Ultratop 50 Singles)                  | 17                 |
| Belgique (Wallonie Ultratop 50 Singles)                 | 7                  |
| Belgique (Wallonie Ventes)                              | 4                  |
| France (IFOP)                                           | 6                  |
| Italie (Musica e dischi) L'amore va (version italienne) | 13                 |
| Suède (Sverigetopplistan)                               | 2                  |

## Historique de sortie
| Pays    | Date      | Format              | Label           |
| ------- | --------- | ------------------- | --------------- |
| Espagne | mars 1963 | Super 45 tours (EP) | Vogue, Hispavox |
| France  | mars 1963 | Super 45 tours (EP) | Vogue           |